# Roberto Requião
Roberto Requião de Mello e Silva (Curitiba, 5 de marzo de 1941) es un abogado, periodista y político brasileño perteneciente al Partido de los Trabajadores.
Ha sido elegido diputado estatal de Paraná, primer alcalde de Curitiba tras la dictadura y senador en 1994. Además, era gobernador de Paraná desde el 2003 al abril de 2010, y antes ya había ocupado el cargo desde 1991 al 1994. En las elecciones a la gobernadoría del 2006 consiguió la reelección en la segunda vuelta ante Osmar Dias por poco más de 10 000 votos válidos.
| Predecesor: Álvaro Dias | Gobernador del estado de Paraná 1991 - 1994 | Sucesor: Mário Pereira |

| Predecesor: Jaime Lerner | Gobernador del estado de Paraná 2003 - 2006 | Sucesor: Hermas Brandão |

| Predecesor: Hermas Brandão | Gobernador del estado de Paraná 2007 - 2010 | Sucesor: Orlando Pessuti |

- Datos: Q1699224
- Multimedia: Roberto Requião / Q1699224